# SN 2007rd
SN 2007rd – supernowa typu Ia-? odkryta 30 października 2007 roku w galaktyce A204701-0005. W momencie odkrycia miała maksymalną jasność 21,40m.